# Le cronache di Spiderwick
Le cronache di Spiderwick è una saga di libri del genere fantasy della scrittrice statunitense Holly Black, illustrata da Tony DiTerlizzi.
Nelle intenzioni iniziali di DiTerlizzi, Spiderwick avrebbe dovuto semplicemente essere una guida al mondo fatato illustrata con un centinaio di disegni a colori, nel format del coffe-table. Fu l'editore Simon&Schuster a voler partire con un pacchetto già strutturato con libri, film, adattamenti audio e ludici

## Trama
Non appena trasferiti nella cadente villa del pro-zio Arthur Spiderwick, i tre fratelli Jared, Simon e Mallory si trovano coinvolti in avvenimenti inspiegabili e incomprensibili. Esplorando la casa, Jared trova un libro che custodisce un enorme segreto; testimonia, infatti, l'esistenza di creature magiche come elfi, fate, orchi e pericolosi goblin. Questi ultimi sono guidati dal malvagio orco Mulgarath, che farà ogni cosa per mettere le mani sulla guida, che garantisce al suo possessore il dominio di tutte le creature fantastiche. Toccherà ai tre fratelli proteggerlo e custodirlo in molte avventure, aiutati dal folletto di casa, Giangoccetto.

## Personaggi
- Jared Grace: bambino di 9 anni e protagonista del romanzo. È lui a trovare Il Libro Dei Segreti del pro-prozio Arthur Spiderwick.
- Simon Grace: gemello di Jared,rispetto a cui ha un'indole più mite e tranquilla. Ha la passione per gli animali, prima reali e poi fantastici, che studia e di cui si prende cura.
- Mallory Grace: sorella maggiore dei fratelli Grace, ha 13 anni ed è molto abile nella scherma
- Mulgarath è un orco, descritto nel libro come molto grosso e malvagio, capace di mutare forma. L'orco compare sotto forma di rondine, di un doppione del protagonista Jared Grace e di suo padre. La debolezza dell'orco è quella di essere troppo presuntuoso e superbo.

## Volumi della saga
Spiderwick. Le Cronache
- Il libro dei segreti (The Field Guide, 2003), Mondadori, 2004
- La pietra magica (The Seeing Stone, 2003), Mondadori, 2004
- Il segreto di Lucinda (Lucinda's Secret, 2003), Mondadori, 2004
- L'albero d'argento (The Ironwood Tree, 2004), Mondadori, 2004
- L'ira di Mulgarath (The Wrath of Mulgarath, 2004), Mondadori, 2005

Il Nuovo Mondo - Spiderwick. Le Cronache
- La creatura delle acque (The Nixie's Song, 2007), Mondadori, 2008
- Un Problema...gigante! (A Giant Problem, 2008), Mondadori, 2009
- Il Re Drago (The Wyrm King, 2009), Mondadori, 2010

Altri libri
- Arthur Spiderwick. Il libro dei segreti. Guida magica delle creature fantastiche (Arthur Spiderwick's Field Guide to the Fantastical World Around You, 2005), Mondadori, 2006
- Come Allevare Fate E Folletti, Tutti i Segreti degli Spiritelli (Care and Feeding of Sprites, 2006), Mondadori, 2007
- Appunti Segreti sul Mondo Fantastico (Notebook for Fantastical Observations, 2005), Mondadori, 2008

## Trasposizioni in altri media
Cinema
- Spiderwick - Le cronache (2008, diretto da Mark Waters)

Televisione
- The Spiderwick Chronicles (2024, serie televisiva prodotta da Paramount Television Studios e 20th Television[2])